# Шипітко Володимир Васильович
Володимир Васильович Шипітко (нар. 2 серпня 1976, с. Зозулинці, Україна) — український громадсько-політичний діяч, юрист. Голова Заліщицької РДА (з 14 квітня 2020 до 12 лютого 2021), Чортківської РДА (з 12 лютого 2021).

## Життєпис
Володимир Шипітко народився 2 серпня 1976 року в селі Зозулинцях Заліщицького району Тернопільської области України.
Закінчив Чернівецький державний університет імені Юрія Федьковича (2000, нині національний, спеціальність — правознавство), Львівський регіональний інститут державного управління при Президентові України (2013, диплом магістра, спеціальність — державне управління).
У 1995—1996 роках проходив військову службу в Збройних силах України. Працював юристконсультантом в колгоспі імені Т.Шевченка Заліщицького району (1994—1995), юристконсультантом в управлінні сільського господарства Заліщицької районної державної адміністрації (1997—2002), начальником Заліщицького районного управління юстиції (2002—2016).

### Громадсько-політична діяльність
Депутат Заліщицької районної ради (2010), Чортківської районної ради (з 2020).
Голова Заліщицької РДА (з 14 квітня 2020 до 12 лютого 2021), Чортківської РДА (з 12 лютого 2021).

## Родина
Одружений, має доньку.